# Ausschießen

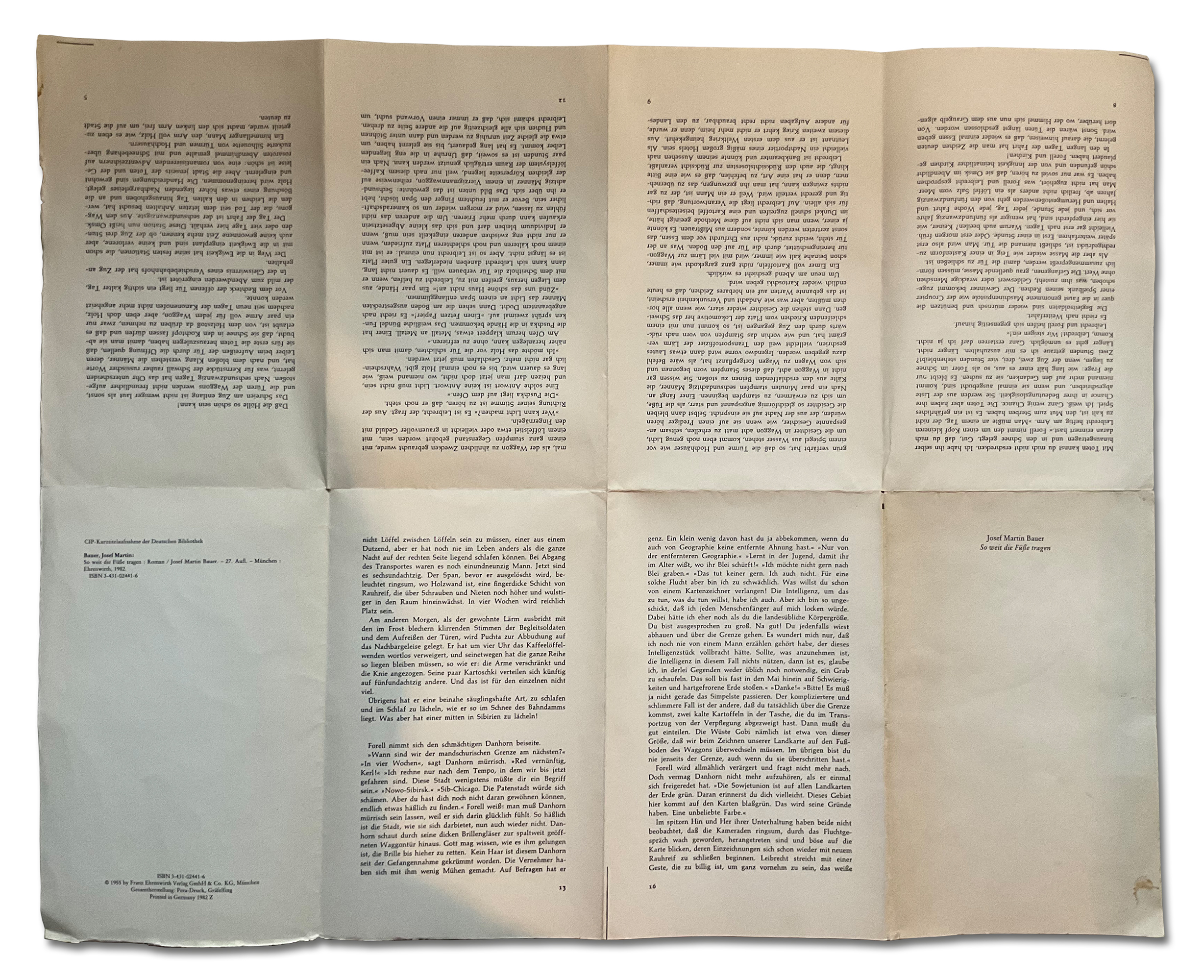
Abbildung 1a : Vorderseite eines 16-seitigen Druckbogen (Schöndruck) des Romans So weit die Füße tragen von Josef Martin Bauer. Bogenformat: 58 × 46 cm, Seitenformat: 20 × 14 cm. Gedruckt auf einer Miller TP104 Zweifarben Offsetmaschine mit Wendetrommel.

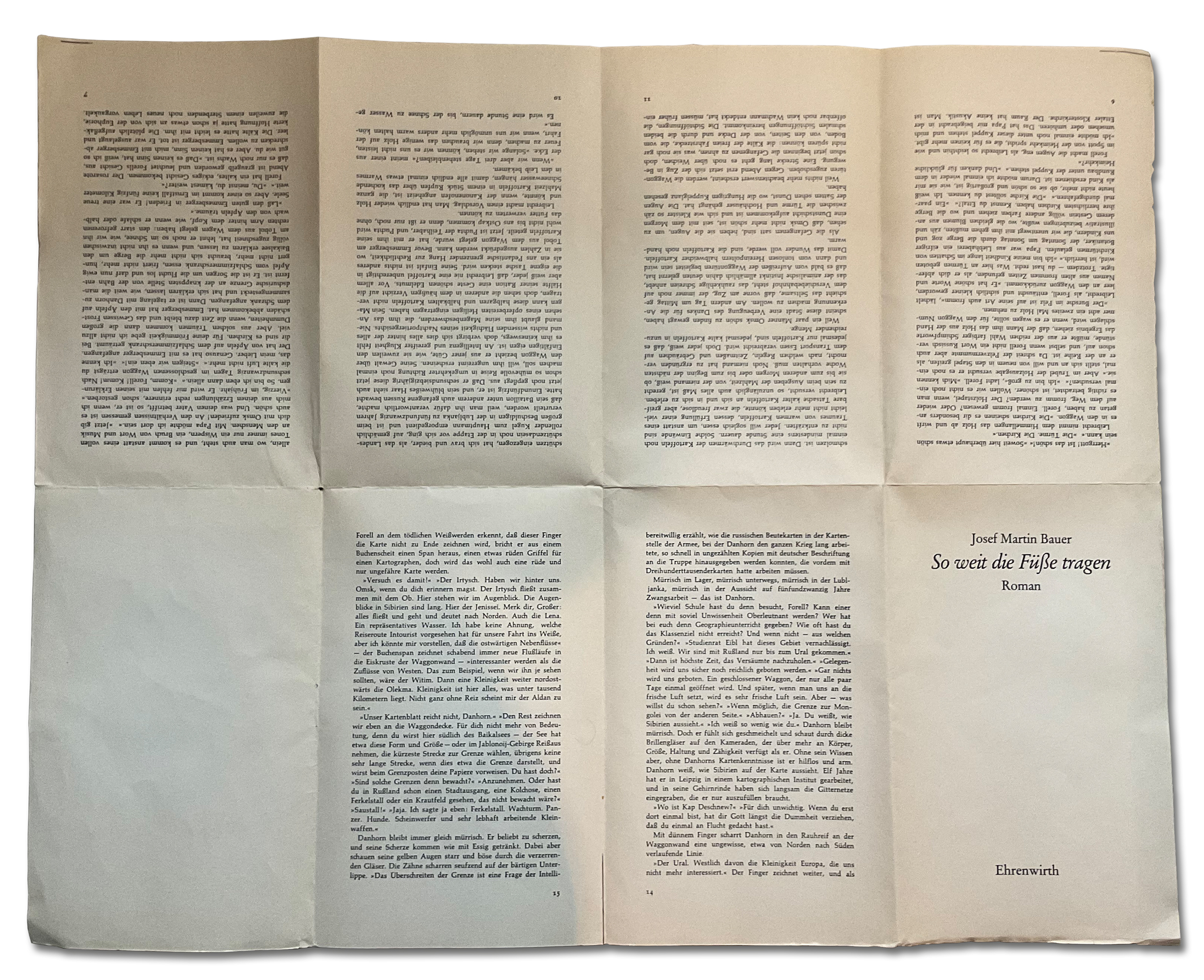
Abbildung 1b : Zugehörige Rückseite

Als Ausschießen bezeichnet man in der Druckersprache das fachgerechte Anordnen der einzelnen Seiten (bzw. Elemente) in einer Druckform, die mehrere Nutzen aufweist. Das Ziel ist, dass der bedruckte und gefalzte Bogen den richtigen Stand (bei Text von oben nach unten) und die richtige Reihenfolge der Seitenzahlen (auch Pagina bzw. Paginierung) aufweist. Allgemein spricht man auch von Montage. Der Begriff ist nicht zu verwechseln mit dem Ausschließen im Bleisatz.
Die Seiten müssen beim Druck Register halten und nach dem Falzen und Aufschneiden der Bogen in der Abfolge stimmen. Das Ausschießschema ergibt sich aus dem Format des Drucks und der Art der buchbinderischen Weiterverarbeitung. Als häufigste Bindeverfahren sind die Rückenstichheftung (allgemein auch Fadenheftung) und die Klebebindung zu nennen. Im Bereich des Rollendrucks kommen auch noch andere spezielle Verfahren zum Einsatz.
Im Werksatz werden in der Regel auf einem Falzbogen 16 Druckseiten angeordnet; dies entspricht je acht Seiten im Schön- und Widerdruck. Dabei gibt der Nutzen an, mit wie vielen Buchbinderbogen der Druckbogen ausgenutzt wird. Werden auf einem Druckbogen 16 Seiten angeordnet, so wird dieser einmal, bei 32 angeordneten Seiten wird er zweimal genutzt.
Der Beschnitt ist der Rand, der zusätzlich benötigt wird, um nach dem Druck den Buchblock beschneiden zu können. Dabei muss auch der Greiferrand einer Bogendruckmaschine berücksichtigt werden.
Des Weiteren ist Ausschießen ein Begriff für das Entfernen der unbedruckten Zwischenbogen, die gegen das Abliegen zwischen die frischen Druckbogen gelegt werden. Das Einlegen dieser Zwischenbogen wird Einschießen genannt.

## Beispiel

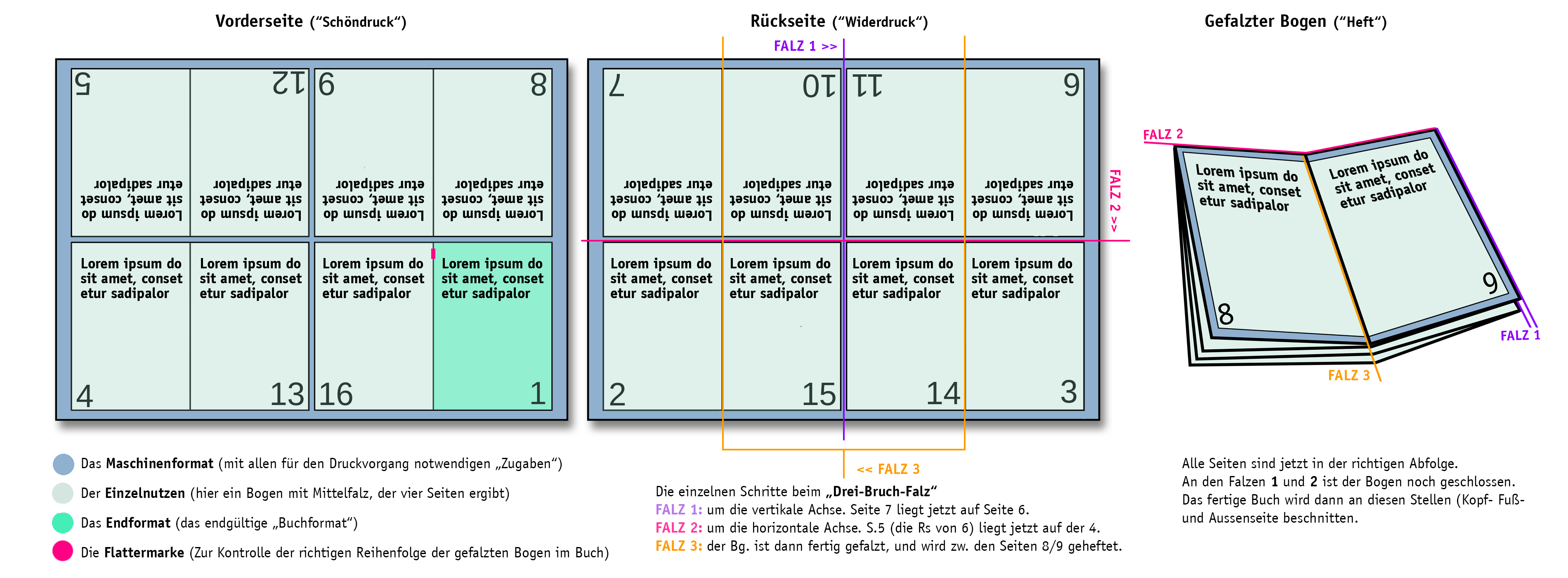
Abbildung 2 : Beispiel für Seitenmontage und Falzschema bei einem 16-seitigen Bogen. Rechts gefalzter Bogen (Drei-Bruch-Falz)

Das hier aufgeführte Beispiel zeigt die Seitenverteilung für eine 16-seitige Broschüre. Acht Seiten kommen auf die Vorder- und acht Seiten auf die Rückseite, so dass Seite 2 die Rückseite (Widerdruck) von Seite 1 ist. Nach dem Druck wird das Papier (hier mit Drei-Bruch-Falz) zuerst vertikal gefaltet (Seite 2 fällt auf Seite 3), dann horizontal (Seite 4 fällt auf Seite 5) und schließlich nochmals vertikal (Seite 9 fällt auf Seite 8). Abbildung 2 zeigt das Ausschieß- und Falzschema sowie das Resultat vor dem Binden und Beschneiden.

## Falze
Die Position und die Orientierung der Seiten auf dem Druckbogen ist zunächst vom verwendeten Falzschema abhängig. Die häufigsten Falzfolgen sind Zweibruch-Kreuzbruch (Falzbogen mit 8 Seiten) und Dreibruch-Kreuzbruch (Falzbogen mit 16 Seiten). Bei Produkten, die aus mehr Seiten bestehen als auf einen Druck- bzw. Falzbogen passen, ist zudem das Sammelverfahren wichtig (Sammeln zu Einlagen- oder Mehrlagen-Broschuren).
Das Ausschießen erfolgt bei der Herstellung von CTP-Druckplatten ausschließlich computergestützt. Für die Standard-Falzfolgen sind die Ausschieß-Schemata meist fest in der Ausschieß-Software hinterlegt. Weitere Falzschemata lassen sich unter anderem mit Hilfe von Falzkatalogen hinterlegen. Inzwischen kann das Anordnen und Ausrichten der Seiten auch algorithmisch gelöst werden. Bekannte Computerprogramme für das Ausschießen sind ApogeeX (AGFA), Prinect Signa Station (HEIDELBERG), Preps (Kodak), Speedflow Impose und PlugAUTOIMPOSEin (OneVision), GRAPHIAware Nicola (GRAPHIA) oder Imposition Publisher (Farrukh Systems). Speziell für Sammelformoptimierung eignen sich Metrix (Lithotechnics) oder KIM (Krause-Biagosch).
Beim Ausschießen muss berücksichtigt werden, wie der Bogen gedruckt wird. Die geläufigsten Möglichkeiten sind der Schön- und Widerdruck, das Umschlagen, das Wenden (Druck), das Umstülpen oder die Sammelform.
Bei der Bestimmung des zu verwendenden Falzschemas ist die Laufrichtung des Papiers, das heißt, ob Breit-, Schmal- oder Maschinenbahn, zu beachten. Das ist ein wichtiges Kriterium, wenn die Weiterverarbeitung des Druckbogens durch Falzmaschinen erfolgt oder einzelne Teile des Druckbogens perforiert oder ausgestanzt werden sollen. Eine falsche Papierlaufrichtung kann etwa dazu führen, dass sich ein klebegebundenes Buch nicht durchblättern lässt.
Weitere Fachbegriffe: Drei-Bruch-Falz, Vier-Bruch-Falz, Wickel-, Altar- oder Zickzackfalz, Anlageseiten, Druckmarken (Farbkontrollstreifen, Passer-, Anlage- und Schneidemarken, Textmarke).

## Drei-Bruch-Falz
Dieser Falz zählt ebenso zu den Kreuzbruchfalzungen wie der Zwei- bzw. Vierbruch. Die Anzahl der Falzbrüche wird durch das Druckbogenformat, die Papiereigenschaften wie Papiergewicht oder Volumen aber auch durch die Bindeart bestimmt. Diese Falzart wird häufig bei der Prospekt- und Buchproduktion eingesetzt, zumeist bei 16-seitigen Bögen; sollte ein Werk sich nicht durch 16 Seiten teilen lassen, werden ½- oder ¼-Bögen benutzt.

## Verdrängung
Wurden mehrere Blatt Papier gefalzt und beschnitten, sind die innen liegenden Seiten seitlich kürzer. Der genaue Wert dieses Verdrängung oder Bundzuwachs genannten Effektes ist abhängig von der Seitenanzahl sowie Grammatur und Papiervolumen der genutzten Papiersorte. Bei der Gestaltung einer Broschüre (besonders bei Rückstichheftung) muss dies bedacht werden.
Meist ist die Ausschieß-Software in der Lage, diesen Effekt zu berücksichtigen. Hierbei werden die Seiten stufenlos um den gewünschten Betrag zur Mitte des Falzbogens hin in den Bund eingerückt oder auch komplett skaliert. Das Einrücken ist bei bundüberlaufenden Seiten – auch Überläufer genannt – jedoch nicht immer möglich, worauf beim Layouten Rücksicht zu nehmen ist.

## Farbführung
Der Farbkontrollstreifen dient dem Drucker zur exakten Einstellung der Farbführung. Die einzelnen Streifen sind auf unterschiedliche Druckmaschinen zugeschnitten. Sie bestehen zumeist aus den Farbfeldern für die Skalenfarben Cyan, Magenta, Yellow und Black sowie aus einer unterschiedlichen Anzahl von Sonderfarben und Spezialmessfeldern. Ausgemessen werden diese Felder mit einem Densitometer oder mit einem Kontrollstreifen-Lesegerät. Die ermittelten Werte werden an die Druckmaschinen übertragen und korrigieren die Farbführung in den entsprechenden Farbzonen. Während des Auflagendruckes werden immer wieder Bogen entnommen und nachgemessen.

## Flattermarken

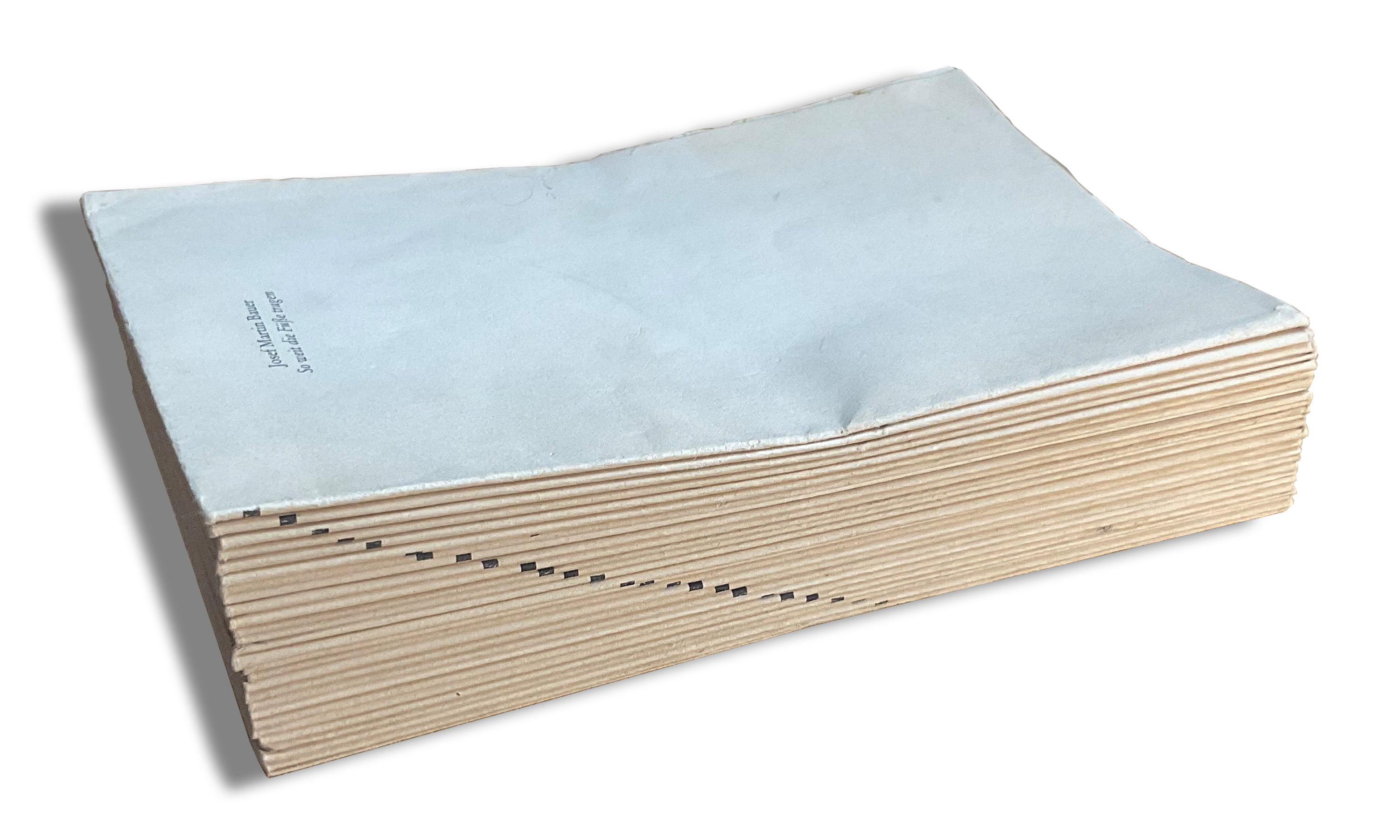
Abbildung 3 : Zum Buchblock zusammengetragene Bogen mit Flattermarken

Flattermarken sind Markierungen auf dem Rücken des gefalzten Druckbogens. Sie dienen der Kontrolle über die richtige Reihenfolge der Bogen. Zumeist wird ein schwarzer Strich in der Größe von 2 × 10 mm verwendet, der sich bei einer Klebebindung im Fräsrand – also im Rücken – befindet. Zum Beispiel steht die Marke des ersten Bogens 10 mm von der oberen Bogenkante entfernt; die Marke des zweiten Bogens 20 mm, die des dritten 30 mm usw., d. h. laut diesem Beispiel also immer um den Wert einer Marke versetzt. Betrachtet man nun die Rückseite der gesammelten Bögen, so bilden die Flattermarken eine Treppe. Sollte ein Bogen an einer falschen Position liegen, wäre die Treppe unterbrochen. Diesen Kontrollvorgang nennt man auch Kollationieren.

## Passermarke
Passermarke, Passkreuz oder kurz Passer bezeichnet eine grafische Figur, mit der die Passgenauigkeit der einzelnen Farben im Zusammendruck überwacht werden kann. Zumeist besteht diese Marke aus einem Kreis und einem Kreuz aus dünnen Linien, ähnlich einem Zielkreuz. Die Passermarke wird in jeder einzelnen Farbe (CMYK, ggf. Sonderfarben) exakt an der gleichen Stelle positioniert. Während des Druckens werden immer wieder Druckbogen mit einer Lupe (Fadenzähler), inzwischen aber auch elektronisch durch optische Abtastung kontrolliert. Dies ist notwendig, um den Fehlpasser, sprich, das ungenaue Übereinanderdrucken einzelner Druckfarben, zu vermeiden. Fehlpasser führen zu Unschärfen in Bild- und Schriftdarstellung sowie zu Farbabweichungen oder sogenannten Blitzern.